# Bilal Akgüvercin
Bilal Akgüvercin (* 12. Juli 1992 in Brilon) ist ein deutsch-türkischer Fußballspieler, der in der Saison 2014/15 für Bucaspor gespielt hat.
In den folgenden beiden Jahren stand Bilal bei der U23 des BVB unter Vertrag.
Seit dem 1. April 2019 ist Bilal Nachwuchstrainer an der BVB Evonik Fußballakademie in Dortmund.

## Karriere
Akgüvercin erlernte das Fußballspielen in den Nachwuchsabteilungen diverser örtlicher Amateurvereine. Zum Sommer 2012 wechselte er zum Landesligisten SV Rot-Weiß Erlinghausen.
Nachdem er zwei Jahre für RW Erlinghausen tätig gewesen war, wechselte er zur Saison 2014/15 zum türkischen Zweitligisten Bucaspor.